# Pilar Garrido Cendoya
Pilar Garrido Cendoya (Espejo, 1939) es una escritora y exprofesora española, conocida por haber sido esposa del dibujante Forges.

## Biografía
Nacida el 10 de septiembre de 1939 en el municipio cordobés de Espejo, contrajo matrimonio en 1967 con el dibujante Antonio Fraguas de Pablo "Forges". Garrido, que fue profesora en el Colegio Estudio, publicó con setenta años de edad ya cumplidos los libros La posguerra vista por una particular... y su marido y Del guateque al altar, ambos con ilustraciones de su ya difunto marido.